# Anolis marcanoi
Anolis marcanoi är en ödleart som beskrevs av  Williams 1975. Anolis marcanoi ingår i släktet anolisar, och familjen Polychrotidae. Inga underarter finns listade i Catalogue of Life.